# Нортон Шорс (Мичиген)
Нортон Шорс (Мичиген) (енгл. Norton Shores) град је у америчкој савезној држави Мичиген. По попису становништва из 2010. у њему је живело 23.994 становника.

## Демографија
Према попису становништва из 2010. у граду је живело 23.994 становника, што је 1.467 (6,5%) становника више него 2000. године.
| Група             | 2000.          | 2010.          |
| Белци             | 20.948 (93,0%) | 21.467 (89,5%) |
| Афроамериканци    | 368 (1,6%)     | 759 (3,2%)     |
| Азијати           | 189 (0,8%)     | 294 (1,2%)     |
| Хиспаноамериканци | 606 (2,7%)     | 911 (3,8%)     |
| Укупно            | 22.527         | 23.994         |